# Polytrichum timmioides
Polytrichum timmioides là một loài rêu trong họ Polytrichaceae. Loài này được Müll. Hal. mô tả khoa học đầu tiên năm 1890.